# Brookview (Maryland)
Brookview es un pueblo ubicado en el condado de Dorchester en el estado estadounidense de Maryland. En el año 2010 tenía una población de 60 habitantes y una densidad poblacional de 600 personas por km².

## Geografía
Brookview se encuentra ubicado en las coordenadas 38°34′31″N 75°47′42″O / 38.57528, -75.79500.

## Demografía
Según la Oficina del Censo en 2000 los ingresos medios por hogar en la localidad eran de $ 34.464 y los ingresos medios por familia eran $ 33.571. Los hombres tenían unos ingresos medios de $ 33.472 frente a los $ - para las mujeres. La renta per cápita para la localidad era de $ 11.057. Alrededor del 25,0% de la población estaba por debajo del umbral de pobreza.